# Hidróxido de bário
Hidróxido de bário é o composto químico com a fórmula Ba(OH)2. Também conhecido como barita, é um dos principais compostos do bário. O monohidrato granular branco é a usual forma comercial.

## Propriedades
É pouco solúvel em água, metanol e etanol. Porém facilmente solúvel  em ácidos(pois reage, produzindo o respectivo sal de bário), como qualquer reação de neutralização:
Ba(OH)2 + 2 HCl → BaCl2 + 2 H2O

## Preparação
O hidróxido de bário pode ser preparado pela dissolução do óxido de bário (BaO) em água.
{\displaystyle \mathrm {BaO+H_{2}O\longrightarrow Ba(OH)_{2}} }
A dissolução do bário metálico em água também pode gerar hidróxido de bário.
{\displaystyle {\ce {Ba + 2H_2O -> Ba(OH)_2 + H_2}}}
Ele cristaliza-se como o octahidrato, o qual converte-se ao monohidrato por aquecimento ao ar. A 100 °C no vácuo, o monohidrato dá BaO, que resultará na reação final:
{\displaystyle \mathrm {Ba(OH)_{2}+8\ H_{2}O\longrightarrow Ba(OH)_{2}\cdot 8\ H_{2}O} }.
O sulfeto de bário reage com água (H2O) dando hidróxido de bário e sulfeto de hidrogênio:
{\displaystyle \mathrm {BaS+2\ H_{2}O\longrightarrow Ba(OH)_{2}+H_{2}S} }.

## Usos

### Química analítica
Hidróxido de bário é usado em química analítica para a titulação de ácidos fracos, particularmente ácidos orgânicos. Sua solução aquosa clara é garantia de ausência de carbonato, diferentemente das soluções de hidróxido de sódio e hidróxido de potássio, visto que o carbonato de bário é insolúvel em água. Disto segue o uso de indicadores tais como a fenolftaleína ou timolftaleína (com mudanças de cor na faixa do alcalino) sem o risco de erros na titulação devido a presença de íons carbonato fracamente básicos.
É usado também na forma de água de barita de maneira idêntica a água de cal para a detecção de dióxido de carbono pela reação característica:
{\displaystyle \mathrm {Ba(OH)_{2}+CO_{2}\longrightarrow BaCO_{3}\downarrow +H_{2}O} }
É utilizado em solução para a determinação de nitrogênio titulável pelo formol pelo método de Sorensen pela liberação de aminoácidos durante a hidrólise das proteínas por enzimas proteolíticas

### Na indústria
É usado em fluidos para perfuração de poços de petróleo, precipitação de chumbo em purificação de processos e na fabricação de borracha.

### Em síntese orgânica
Hidróxido de bário é usado em síntese orgânica como uma base forte, por exemplo para a hidrólise de ésteres e nitrilas.
Ele também tem sido usado para hidrólise de um dos dois grupos éster equivalentes em hendecanedioato de dimetila.
Ele também é usado na preparação de ciclopentanona, diacetona álcool e D-gulônico γ-lactona.

### Outras aplicações
O hidróxido de bário é usado em demonstrações de reações endotérmicas já que, quando misturado com um sal de amônio, a reação absorve calor do ambiente e o recipiente onde esta se processa esfria. No século XVIII conjuntamente com o tiocianato de amônio, inclusive se utilizava este processo para a produção de gelo.
- Sob o nome barita é usado em medicações homeopáticas.
- É também usado para limpeza e absorção em derramamentos de ácidos.
- Também sob o nome de barita é usado na produção de papel fotográfico para impressão.
- Fabricação de cerâmica e vidro.
- Em parte como substituição para carbonato de bário
- Tratamento de água dura.

## Segurança
O hidróxido de bário apresenta os mesmos perigos que outras bases fortes e como os outros compostos de bário solúveis: é corrosivo e tóxico.